# Taka
Taka (Tacca) je rod jednoděložných rostlin, řazený v současné taxonomii (systém APG III) do čeledi smldincovité. V dřívějších systémech byl povětšině řazen do samostatné čeledi Taccaceae.

## Popis
Jsou to vytrvalé byliny s oddenky nebo hlízami. Listy jsou většinou jednoduché, vzácněji až složené, dlouze řapíkaté, střídavé a spirálně uspořádané, v přízemních růžicích, s listovými pochvami. Čepele jsou celokrajné (kopinaté až vejčité) nebo dlanitě či zpeřeně dělené, žilnatina je zpeřená nebo dlanitá. Květy jsou uspořádány do květenství, do okolíků vrcholičnatého původu. Květenství je podepřeno zákrovními listeny listovitého charakteru a na stopkách jednotlivých květů jsou nápadné dlouhé niťovité listence. Okvětních lístků je 6 ve 2 přeslenech, srostlé v okvětní trubku, zelené, purpurové, hnědé až načernalé barvy. Tyčinek je 6, jsou nitkami srostlé s okvětní trubkou. Gyneceum se skládá ze 3 plodolistů, semeník je spodní, plodem je bobule, řidčeji tobolka,. Pro svůj podivný až strašidelný vzhled se této rostlině v mnoha jazycích říká "netopýří rostlina" nebo "Ďáblův květ".

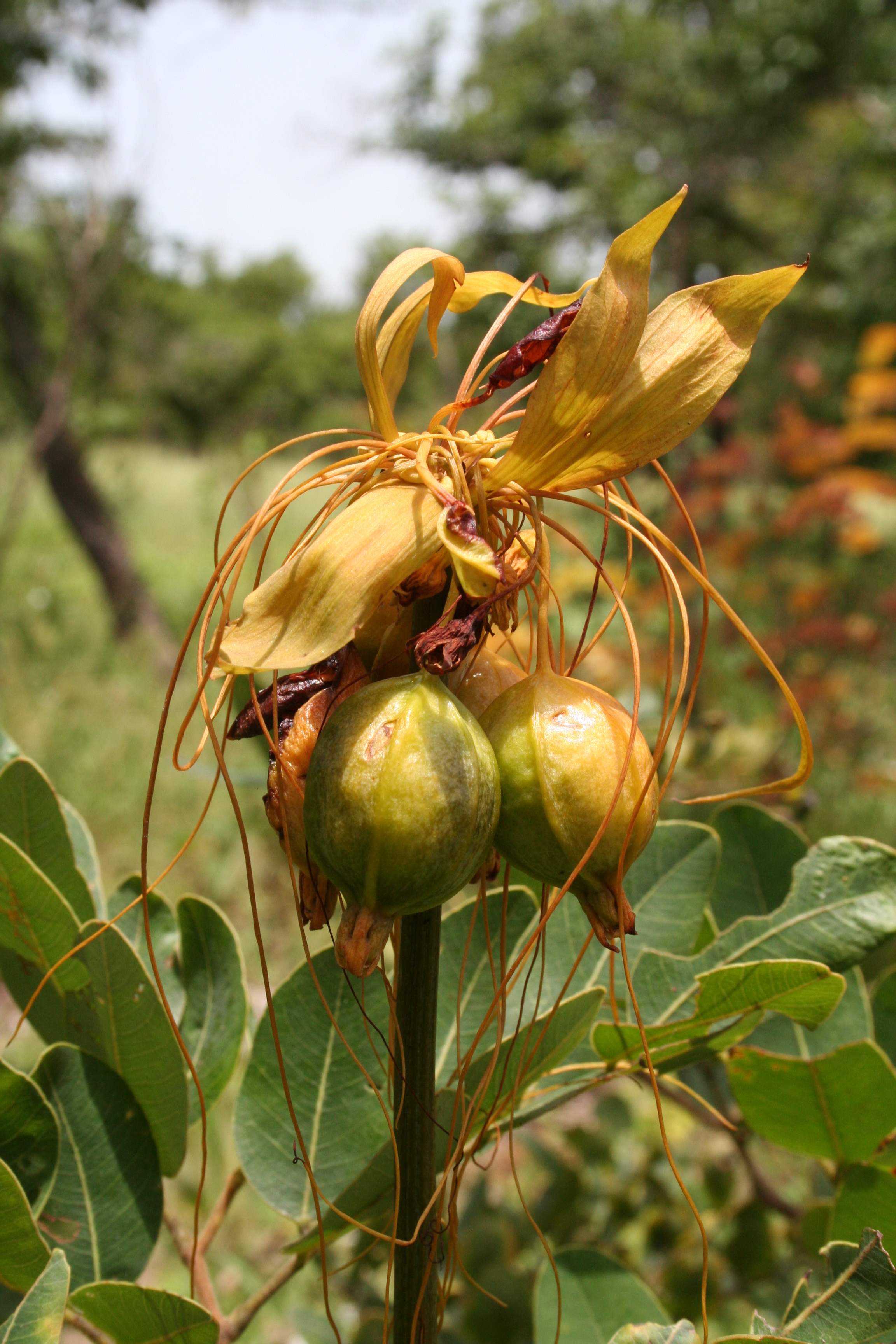
Taka protisečná za plodu

## Rozšíření ve světě
Je známo přes 20 druhú, které jsou rozšířeny v tropech (méně až subtropech) Jižní Ameriky, Austrálie, jižní Asie, Afriky a Oceánie.

Slouží v mnoha oblastech jako jedna ze základních poživatin pro domorodé obyvatele, z jejích hlíz se získává škrob. Po vymytí jedovaté hořké látky je škrob (zvaný východoindický arrowroot) mnohostranně použitelný jako mouka. Nastrouhané čerstvé hlízy jsou také účinnými obklady na rány.

## Zástupci
- taka Chantrierova (Tacca chantrieri)
- taka protisečná (Tacca leontopetaloides)[5][6]